# زلة (أدب)

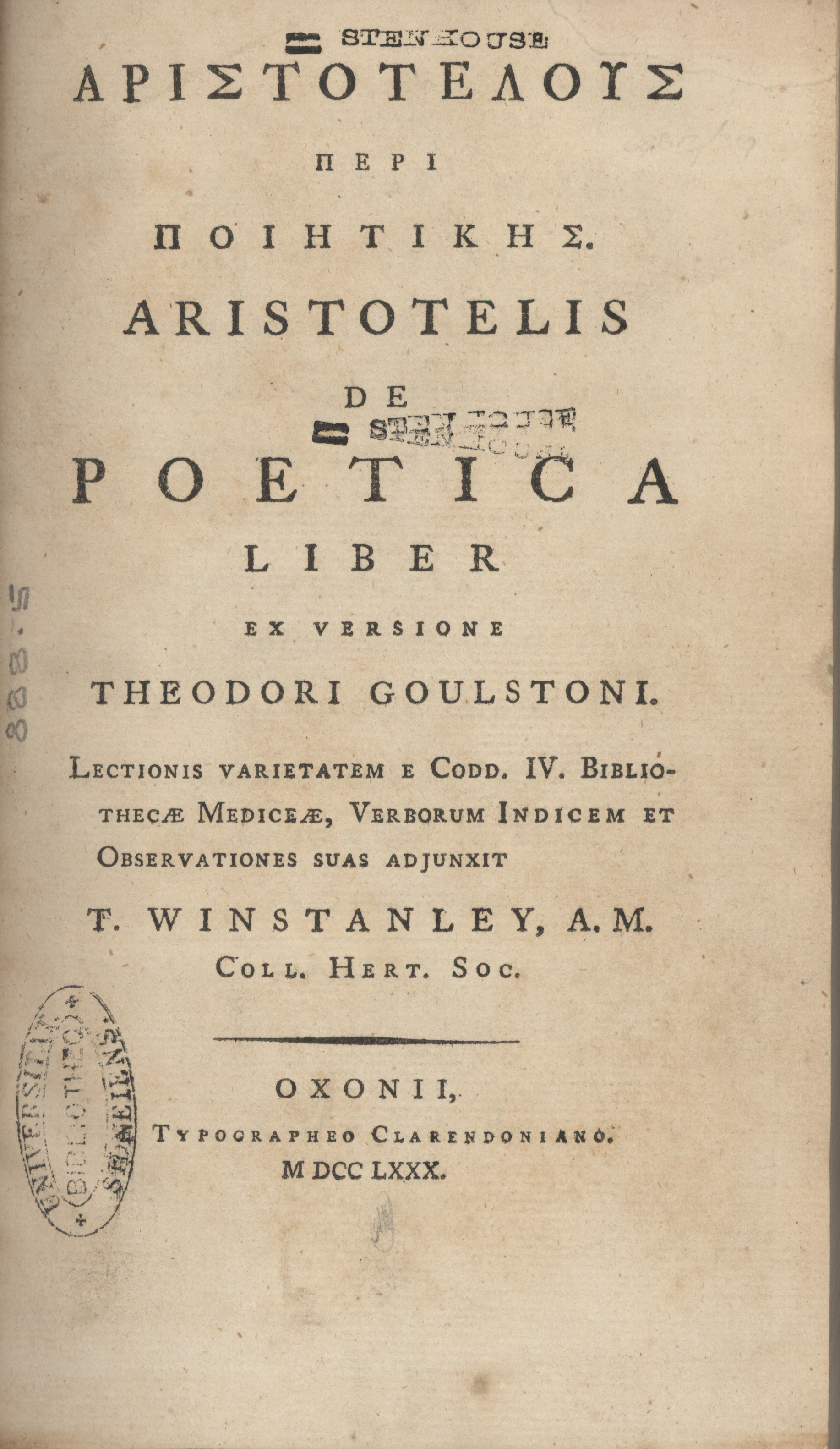
صفحة العنوان لكتاب فن الشعر (ارسطو)

الزلَّة أو الضَّلال غالبًا ما يرتبط بالمأساة اليونانية، على الرغم أنه يستخدم أيضًا في اللاهوت المسيحي. المصطلح الغربي «هَمَرتيا» مشتق من اليونانية ἁμαρτία والذي يعني «تفويت العلامة» أو «الخطأ». غالبًا ما يقال أن المصطلح يصور العيوب ويصورها على أنها سبب محتمل لسقوط الشخصية. ومع ذلك، يشير نقاد آخرون إلى اشتقاق المصطلح ويقولون إنه يشير فقط إلى حادث أو خطأ مأساوي ولكنه عشوائي، مع عواقب وخيمة ولكن دون حكم ضمني على الشخصية.

## تعريف
لأن الزلة تتعلق بالادب المسرحي استخدامها أرسطو أول مرة في كتابه فن الشعر. تعد الزلة في المأساة الخطأ أو العيب المأساوي في الشخصية الرئسية الذي يؤدي إلى سلسلة من الاحداث التي تبلغ ذروتها في انعكاس الأحداث من السعادة إلى الكارثة.

### اقتباسات مضمنة
1. "Hamartia". Merriam-Webster.com. Merriam-Webster, n.d. Web. 28 September 2014.
2. ^ Hamartia: (Ancient Greek: ἁμαρτία) Error of Judgement or Tragic Flaw. "Hamartia". Encyclopædia Britannica Online. Encyclopædia Britannica Inc., 2014. Web. 28 September 2014.
3. ^ Cooper, Eugene J. "Sarx and Sin in Pauline Theology" Laval théologique et philosophique. 29.3 (1973) 243–255. Web. Érudit. 1 Nov 2014